# Lichenostomus
A Lichenostomus a madarak osztályának verébalakúak (Passeriformes) rendjébe és a mézevőfélék (Meliphagidae) családjába tartozó nem.

## Rendszerezésük
A nemet Jean Cabanis német ornitológus írta le 1851-ben, az alábbi 2 faj tartozik:
- sárgaüstökű mézevő (Lichenostomus melanops)
- bíborszárnyú mézevő (Lichenostomus cratitius)

Besorolásuk vitatott, a korábbi rendszerek 21 fajt soroltak a nembe. A 2011-ben lezajlott DNS-szintézisen alapló vizsgálatok megállapították, hogy a nem polifiletikus, így kivontak belőle fajokat, melyeket 6 újonnan létrehozott nemekbe helyeztek át.
Az átsorolt fajokat a következő nemekbe rakták át, még nem minden szervezet fogatta el a változtatást. 
- Nesoptilotis nembe
  - fehérfülű mézevő (Lichenostomus leucotis[2] vagy Nesoptilotis leucotis)[1]
  - sárgástorkú mézevő (Lichenostomus flavicollis[2] vagy Nesoptilotis flavicollis)[2]

- Bolemoreus nembe
  - tarkacsőrű mézevő (Lichenostomus frenatus[2] vagy Bolemoreus frenatus)[1]
  - Eungella-mézevő (Lichenostomus hindwoodi[2] vagy Bolemoreus hindwoodi)[1]

- Caligavis nembe
  - aranycsíkos mézevő (Lichenostomus subfrenatus[2] vagy Caligavis subfrenata)[1]
  - lomblakó mézevő (Lichenostomus obscurus[2] vagy Caligavis obscura)[1]
  - aranysávos mézevő (Lichenostomus chrysops[2] vagy Caligavis chrysops)[1]

- Stomiopera nembe
  - dudoros mézevő (Lichenostomus unicolor[2] vagy Stomiopera unicolor)[1]
  - citromsárga mézevő (Lichenostomus flava[2] vagy Stomiopera flava)[1]

- Gavicalis nembe
  - sokszínű mézevő (Lichenostomus versicolor[2] vagy Gavicalis versicolor)[1]
  - mangrovemézevő (Lichenostomus fasciogularis[2] vagy Gavicalis fasciogularis)[1]
  - kantáros mézevő (Lichenostomus virescens[2] vagy Gavicalis virescens)[1]

- Ptilotula nembe
  - ártéri mézevő (Lichenostomus penicillatus[2] vagy Ptilotula penicillata)[1]
  - sárgafejű mézevő (Lichenostomus ornatus[2] vagy Ptilotula ornata)[1]
  - szürkefejű mézevő (Lichenostomus keartlandi[2] vagy Ptilotulas keartlandi)[1]
  - zöldfejű mézevő (Lichenostomus plumulus)[2] vagy Ptilotula plumula)[1]
  - sárgás mézevő (Lichenostomus flavescens)[2] vagy Ptilotula flavescens)[1]
  - olajzöldtorkú mézevő (Lichenostomus fuscus)[2] vagy Ptilotula Ptilotula fusca)[1]

## Előfordulásuk
Ausztrália területén honosak. Természetes élőhelyeik a szubtrópusi és trópusi lombhullató erdők, mangroveerdők, szavannák és cserjések, valamint emberi kornyezet.

## Megjelenésük
Testhosszuk 16–21 centiméter közötti.

## Életmódjuk
Elsősorban gerinctelenekkel, főleg rovarokkal táplálkoznak.